# Sonnet 142
Love is my sin, and thy dear virtue hate,

Hate of my sin, grounded on sinful loving.

O but with mine compare thou thine own state,

And thou shalt find it merits not reproving,

Or if it do, not from those lips of thine,

That have profaned their scarlet ornaments

And sealed false bonds of love as oft as mine,

Robbed others' beds' revénues of their rents.

Be it lawful I love thee as thou lov’st those

Whom thine eyes woo as mine impórtune thee;

Root pity in thy heart, that when it grows,

Thy pity may deserve to pitied be.

   If thou dost seek to have what thou dost hide,

   By self-example mayst thou be denied
— William Shakespeare
Traduction de François-Victor Hugo
Précédent Suivant
Le Sonnet 142 est l'un des 154 sonnets écrits par le dramaturge et poète William Shakespeare.

## Forme
Ce poème comprend une alternance des rimes (ABAB CDCD EFEF GG), dans des pentamètres iambiques.

## Contenu et thèmes
Dans les sonnets shakespeariens, ce poème fait partie, selon les spécialistes, d'une narration avec une "Dark Lady" à laquelle le narrateur d'adresse. Dans ce sonnet, celle-ci est caractérisée par sa séduction, sa traîtrise ("faux engagements d’amour") et sa cruauté ("ce bonheur que tu me dérobes").
Les deux premiers vers opposent amour et haine, ainsi que vertu et vice, tout en les entrelaçant ("L’amour est mon péché, et ta vertu profonde est la haine, haine de mon péché fondé sur un amour pécheur"). Le poème fait également allusion au statut de courtisane de la personne à qui le narrateur s'adresse ("volant aux lits des autres leur légitime revenu" et "ton amour pour ceux que tes yeux courtisent").